# Inspection générale de l'entraînement militaire
L'inspection générale de l'entraînement militaire (教育総監部, Kyoiku sokanbu) était une unité de l'armée impériale japonaise responsable de tout l'entraînement militaire, sauf celui des aviateurs. Elle était dirigée par un inspecteur général qui était responsable de l'entraînement tactique et technique et qui rendait ses rapports directement à l'empereur du Japon via le quartier-général impérial plutôt qu'au ministre de la Guerre ou au chef d'état-major de l'armée impériale japonaise. La position d'inspecteur général de l'entraînement militaire était la troisième plus haute position de l'armée japonaise.

## Histoire
L'unité de l'inspection générale de l'entraînement militaire fut fondée le 20 janvier 1898 pour apporter un commandement unifié à l'académie de l'armée impériale japonaise, ainsi qu'aux autres écoles militaires spécialisées du pays. Elle avait aussi de larges pouvoirs dans les domaines de la logistique, des transports et du soutien. En raison de son pouvoir politique, le poste ne fut attribué qu'aux chefs militaires seniors et une dispute entre factions fut l'un des déclencheurs de l'incident du 26-Février. L'unité fut abolie après la défaite de 1945.

## Organisation
- - Quartier-général
    - Section 1. Affaires courantes (Personnel, comptabilité, etc.)
    - Section 2. Entraînement général
    - Section 3. Recherches et encadrement de l'entraînement
    - Section 4. Écoles spécialisées

  - Artillerie
  - Génie militaire
  - Transport
  - Cavalerie (et Reconnaissance)
  - Arme chimique (à partir de 1941)
  - Communications (à partir de 1941)
  - Lutte antiaérienne (à partir de 1941)

À partir de 1941, un second bureau fut ajouté à la structure originelle, pour fournir un entraînement à l'automitrailleuse. L'aviation resta cependant toujours hors de la juridiction de l'unité.

## Liste des inspecteurs généraux de l'entraînement militaire
|    | Nom                           | de               | à                |
| -- | ----------------------------- | ---------------- | ---------------- |
| 1  | Maréchal Terauchi Masatake    | 22 janvier 1898  | 25 avril 1900    |
| 2  | Maréchal Nozu Michitsura      | 25 avril 1900    | 14 janvier 1904  |
| 3  | Maréchal Terauchi Masatake    | 14 janvier 1904  | 9 mai 1905       |
| 4  | Général Nishi Kanjirō         | 9 mai 1905       | 21 décembre 1908 |
| 5  | Général Ōshima Hisanao        | 21 décembre 1908 | 6 septembre 1911 |
| 6  | Général Asada Nobuoki         | 6 septembre 1911 | 22 avril 1914    |
| 7  | Maréchal Uehara Yūsaku        | 22 avril 1914    | 17 décembre 1915 |
| 8  | Général Ichinohe Hyoe         | 17 décembre 1915 | 26 août 1919     |
| 9  | Général Kikuzo Otani          | 26 août 1919     | 28 décembre 1920 |
| 10 | Général Akiyama Yoshifuru     | 28 décembre 1920 | 17 mars 1923     |
| 11 | Général Oba Jiro              | 17 mars 1923     | 2 mars 1926      |
| 12 | Général Shinnosuke Kikuchi    | 2 mars 1926      | 22 août 1927     |
| 13 | Maréchal Baron Nobuyoshi Mutō | 22 août 1927     | 26 mai 1932      |
| 14 | Général Senjūrō Hayashi       | 26 mai 1932      | 23 janvier 1934  |
| 15 | Général Jinzaburō Masaki      | 23 janvier 1934  | 16 juillet 1935  |
| 16 | Général Jōtarō Watanabe       | 16 juillet 1935  | 26 février 1936  |
| 17 | Général Yoshikazu Nishi       | 26 février 1936  | 1er août 1936    |
| 18 | Maréchal Hajime Sugiyama      | 1er août 1936    | 9 février 1937   |
| 19 | Maréchal Hisaichi Terauchi    | 9 février 1937   | 26 août 1937     |
| 20 | Maréchal Shunroku Hata        | 26 août 1937     | 14 février 1938  |
| 21 | Général Rikichi Andō          | 14 février 1938  | 30 avril 1938    |
| 22 | Général Toshizo Nishio        | 30 avril 1938    | 14 octobre 1940  |
| 23 | Général Otozō Yamada          | 14 octobre 1940  | 18 juillet 1944  |
| 24 | Maréchal Hajime Sugiyama      | 18 juillet 1944  | 22 novembre 1944 |
| 25 | Maréchal Shunroku Hata        | 23 novembre 1944 | 7 avril 1945     |
| 26 | Général Kenji Doihara         | 7 avril 1945     | 25 août 1945     |
| 27 | Général Sadamu Shimomura      | 25 août 1945     | 15 octobre 1945  |